# 教皇パウルス3世の肖像 (ティツィアーノ)
『教皇パウルス3世の肖像』（きょうこうパウルスさんせいのしょうぞう、伊: Ritratto di Paolo III、英: Portrait of Pope Paul III）、または『帽子のない教皇パウルス3世の肖像』（ぼうしのないきょうこうパウルスさんせいのしょうぞう、英: Portrait of Pope Paul III Without Cap）は、イタリア・ルネサンスのヴェネツィア派の巨匠ティツィアーノ・ヴェチェッリオが1543年にキャンバス上に油彩で制作した絵画で、教皇パウルス3世が北イタリアを訪れた際に描かれた。現在、ナポリのカポディモンテ美術館に所蔵されている。

## 背景
作品は、1543年4月にティツィアーノがフェラーラでパウルス3世に出会った際に制作されたが、この時期はトリエント公会議に繋がる緊迫し、政治的に不安定な時期であった。
遠慮のない写実主義で、教皇は年老い、疲れ、人を信用しない人物として描かれているが、賢く鋭い表情をしている。作品は、ラファエロの『教皇ユリウス2世の肖像』（ロンドン・ナショナル・ギャラリー）を参照したものである。ティツィアーノの晩年の様式に典型的な幅広い筆致と形態の大まかな把握を特徴としている。画家は、2年後にやや異なる改変作『カマウロを被った教皇パウルス3世の肖像』（カポディモンテ美術館）を制作しているが、その作品はパウルス3世がカマウロ（教皇が被る赤い帽子）を被った姿が表されている。
この肖像画はエリザベッタ・ファルネーゼに相続され、彼女の息子カルロス3世により1734年にナポリへと運ばれて、現在の所蔵先であるカポディモンテ宮殿で展示された。
この絵画には何点かの複製がある。トレド大聖堂にあるそのうちの1点は伝統的にティツィアーノに帰属されており、原作の2年後に制作された可能性がある。しかし、この帰属を認めない研究者もおり、彼らはおそらくアンソニー・ヴァン・ダイクによって制作された後の複製であるとみなしている。

## ギャラリー

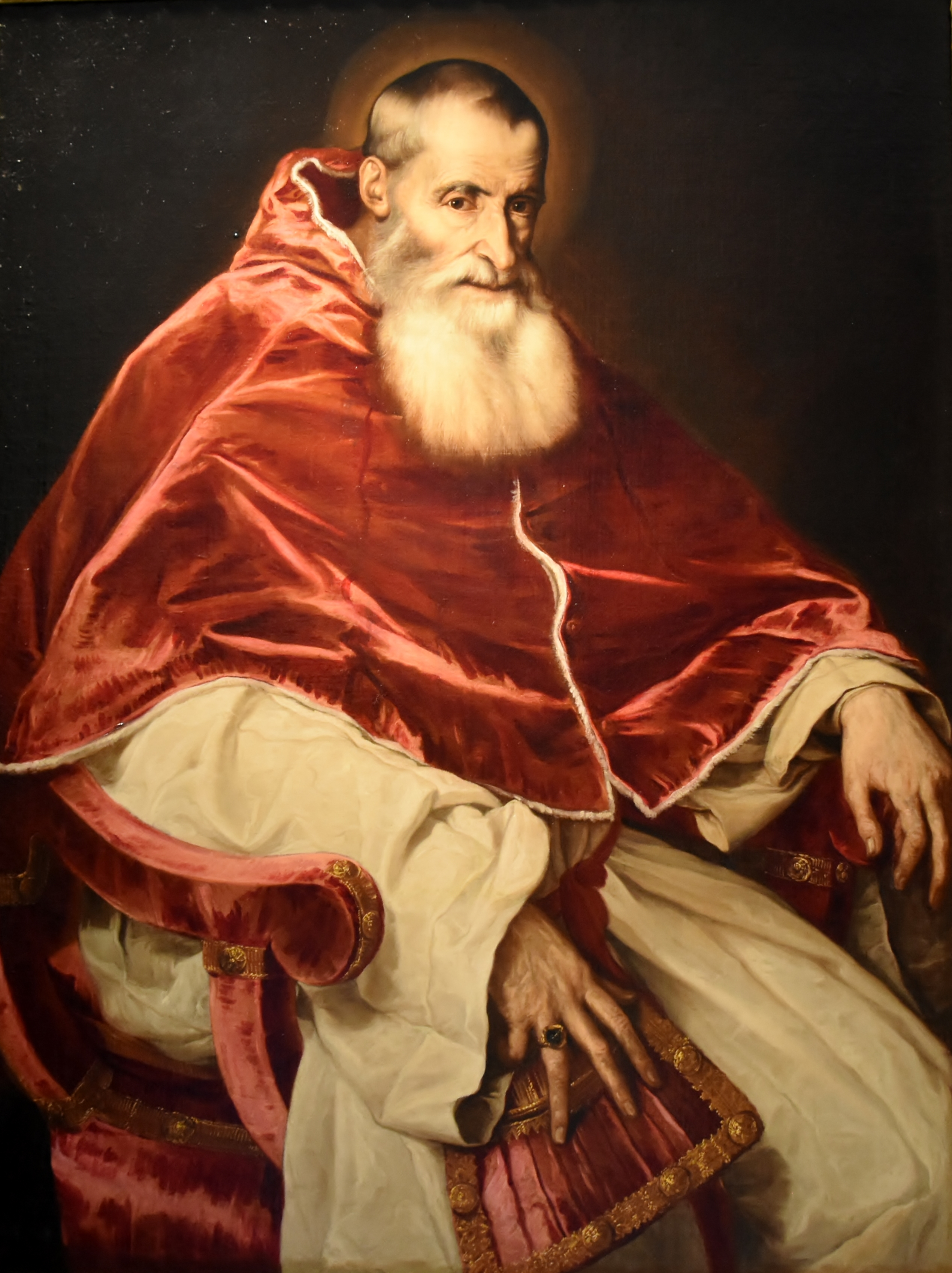
1545年ごろのティツィアーノに帰属される作品。トレド大聖堂、スペイン
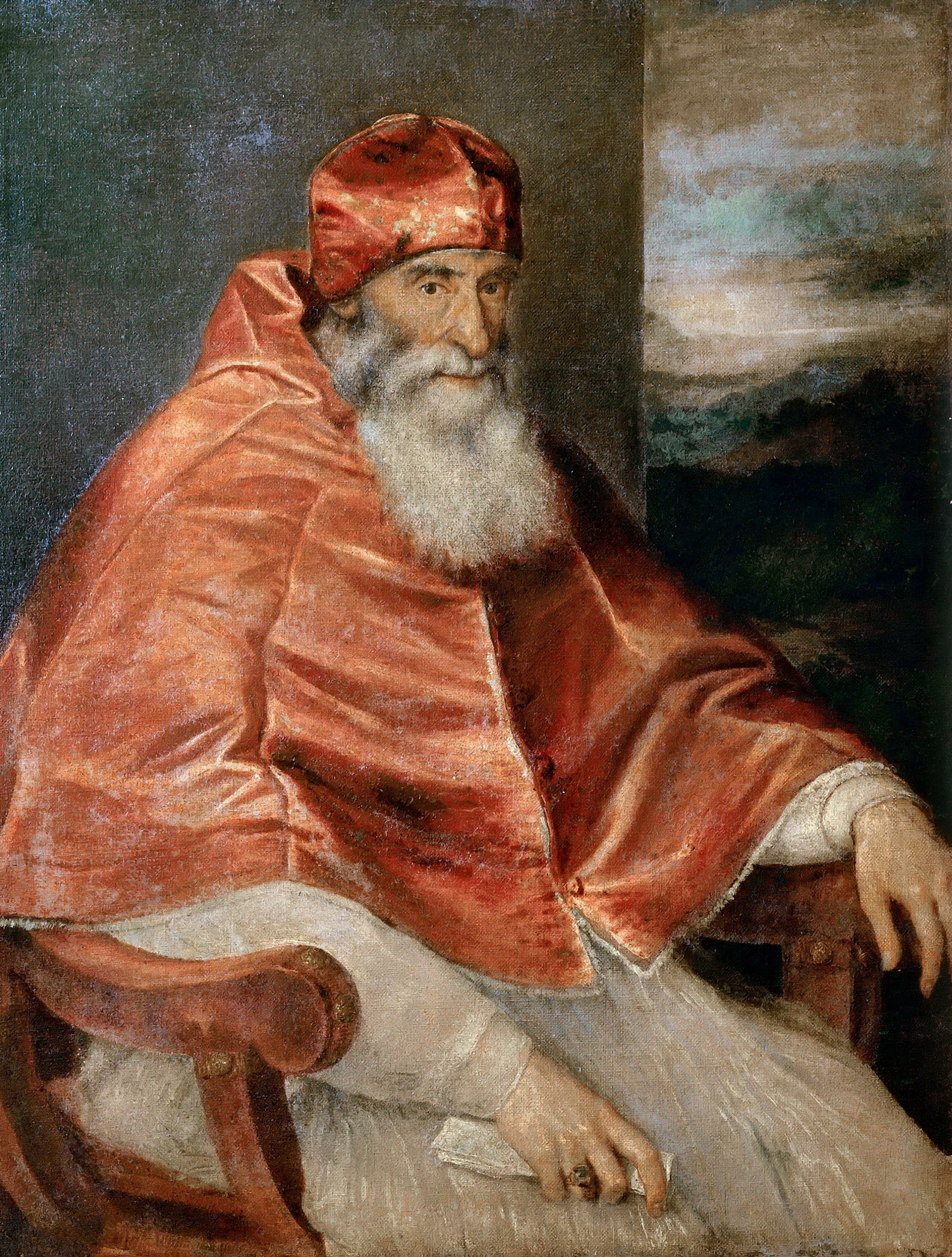
ティツィアーノ『カマウロを被った教皇パウルス3世の肖像』（1546年）、カポディモンテ美術館、ナポリ